# Pringles
Pringles je robna marka čipsa u vlasništvu Kellogg's-a. Pringles se prodaje u više od 100 zemalja diljem svijeta a ima 1 milijardu godišnje zarade od prodaje.

## Početak
Procter & Gamble je odabrao ime Pringles iz telefonskog imenika Cincinnatija, inspirirao ih je Pringle Drive u Finneytown, Ohio, zbog ugodnog izgovora te riječi. 
Prve televizijske reklame Pringlesa proizveo Thomas Scott Cadden (smislio ideje za Mr. Proper reklame) 1968., dok je radio za marketinške agencije u Chicagu.

## Proizvodi
Čips se prodaje u posebno dizajniranim "konzervama" od sljedećih vrsta: obični, sol i ocat, kiselo vrhnje i luk, sir cheddar, s okusom roštilja i dr.

### SAD
Sve trenutne verzije se mogu naći na( Pringles USA  Arhivirana inačica izvorne stranice od 16. siječnja 2008. (Wayback Machine)):
Regular Pringles Saddle-shaped chips
- Original
- Loaded Baked Potato
- Sour Cream & Onion
- Zesty Onion Dip
- Jalapeño
- Chili Cheese
- Pizza (originally "Pizza-Licious")
- Cheddar Cheese (originally "Cheezums")
- Ranch
- Barbecue
- Salt & Vinegar
- Hickory bacon
- Bacon Ranch
- Monterey Jack Cheese
- Spicy Guacamole
- Reduced Fat Original
- Reduced Fat Sour Cream & Onion
- Fat Free Original
- Fat Free Sour Cream & Onion
- Fat Free Jalapeño
- Fat Free Barbecue
- Honey Mustard
- Spicy Cajun
- Firey Hot
- White Cheddar
- Queso Cheese

Extreme Pringles Saddle-shaped chips
- Kickin' Cheddar
- Screamin’ Dill Pickle
- Blazin' Buffalo Wings

Pringles Select Gourmet Chips
- Sun Dried Tomato
- Szechuan Barbecue
- Cinnamon Sweet Potato
- Parmesan Garlic
- Honey Chipotle Barbecue

### Kanada
Sve trenutne verzije se mogu naći na ( Kanadskoj stranici):
- Original
- BBQ
- Ketchup
- Jalapeño
- Labaat's Blue
- Salt & Vinegar
- Cheddar Cheese
- Sour Cream & Onion
- Original Prints
- Reduced Fat Original
- Reduced Fat BBQ
- Reduced Fat Sour Cream & Onion
- Pizza-Licious
- Bacon Ranch
- Four Cheese

Pringles Select Gourmet Chips
- Sun Dried Tomato
- Szechuan Barbecue
- Cinnamon Sweet Potato
- Parmesan Garlic

### Europa
- Original
- Thai Sweet Chilli & Lemongrass Flavour
- Paprika
- Sour Cream & Onion
- Salt & Vinegar
- Cheese & Onion
- Cheesy Cheese
- Hot & Spicy
- Texas Barbecue Sauce
- Smokin' Bacon
- Cheese
- Tomato & Mozzarella
- Light Original
- Light Sour Cream & Onion
- Oranjekaas (Orange Cheese)
- The "Gourmet" range
- The Rice Infusions range (uklonjen 2007)

### Australija i Novi Zeland
Sve trenutne verzije se mogu naći na (ovoj stranici):
- Original
- Sour Cream & Onion
- Salt & Vinegar
- Texas Barbecue Sauce
- Smokin' Bacon
- Tomato & Mozzarella
- Light Original
- Light Sour Cream & Onion
- Light aromas Greek Style Cheese with a touch of Avocado Oil
- Light aromas Spicy Thai with a touch of Coconut Oil

### Limited Edition
Nepotpuni popis limitirane edicije (pakiranje i ukus) još uvijek dobavljiv na tržištu ili povučen:
- "Alter Ego" Salsa (Spider-Man 3 film, 2007)
- Cheddar and Sour Cream
- Cheesy Quesadilla (2006 flavour)
- Oniony Fries
- Oniony Cheese Dip
- Chilli Cheese
- Chipotle Limón (2006 flavour)
- Chipotle Ranch (2007 flavour)
- Crispy Onion
- Crunchy Dill (2005 flavour)
- Crushed Pepper
- Wild Strawberry (reklama Disneyjevog filma Tarzan)
- Curry (UK)
- Grand Taco (u Sjevernoj Americi i Meksiku)
- Honey Mustard (2007)
- Hickory BBQ
- Italian Bruschetta
- Jalapeño
- Philly Cheesesteak (2008)
- Salsa
- Salsa Verde
- Salt & Pepper
- Smokey BBQ
- Smokin' Bacon Flavour (UK)
- Southwestern Salsa
- Spicy Guacamole
- Thai Sweet Chilli & Lemongrass Flavour
- Tuscan Red Pepper s Hint of Olive Oil
- Valentines Day (original s rozom bojom)
- Winter Cheese Fondue (Japan)
- Wisconsin White Cheddar
- Zesty BBQ
- Zesty Queso (2008 flavour)